# Tirol Raiders 2019
Questa voce raccoglie le informazioni riguardanti i Tirol Raiders nelle competizioni ufficiali della stagione 2019.

## Prima squadra

### Roster
| Roster dei Tirol Raiders (2019) |
| --- |
| Quarterback - 3 Ruben Seeber - 12 Sean Shelton Running Back - 7 Sandro Platzgummer - 18 Lukas Haslwanter - 25 Tobias Bonatti - 27 Maurice Sailer - 34 Filip Vlajić Wide Receiver - 2 Aaron Schernig - 4 Marco Schneider - 6 Adrian Platzgummer - 10 Patrick Donahue - 19 Jakob Thöni - 80 Fabian Abfalter - 83 Nico Winterle - 21 Marco Rumetshofer - 84 Alexander Nitzlnader - 86 Lukas Fink - 87 Daniel Saurer - 89 Axel Mühlbacher Offensive Linemen - 57 Dominic Spielmann - 59 Gerd Mitterdorfer - 63 Stefan Drecun - 66 Max Pircher - 67 Dominik Bauer - 70 Michael Habetin - 72 Thomas Habernig - 74 Benjamin Halilovic Defensive Linemen - 45 Nicolas Melcher - 51 Sebastian Schaar - 73 Tobias Url - 75 Nicklas Kasapoglu - 90 Maximilian Wild - 91 Stanley Aronokhale - 92 Elias Schernig - 93 Florian Ungerank - 94 Martin Wetzel - 96 Denis Butz - 97 Maximilian Pichler - 98 Matthias Mitterer Linebacker - 14 Christoph Seifert - 24 Fabian Seeber - 36 Philipp Margreiter - 44 David Starlinger - 47 Johannes Schennach - 55 Julian Perfler - 58 Davide Rettenbacher - 95 Andreas Schmidt Defensive Back - 1 Gregor Hofmann - 8 Darius Robinson - 11 Enrico Martini - 15 Thomas Kugler - 16 Arno Schwarz - 17 Nicholas Tagwerker - 20 Patrick Pilger - 21 Markus Krause - 23 Vincent Müller - 28 Lemay Maqueira Palau - 35 Vincent Salfner - 37 Florian Rudiferia Special Team Coaching staff Shuan Fatah (HC) · Lee Rowland (OC) · David Oku (RB) · Kyle Callahan (WR) · Thomas Plattner (DL) · Kevin Herron (DC) · Dennis Danielson (Co-DC) |

### Austrian Football League 2019

#### Stagione regolare
| Amstetten 16 marzo 2019, ore 15:00 1ª giornata | Amstetten Thunder | 7 – 48 (0-21 0-27 0-0 7-0) referto | Tirol Raiders | Umdasch Stadion (700 spett.) |

| Innsbruck 30 marzo 2019, ore 16:00 2ª giornata | Tirol Raiders | 48 – 28 (14-7 17-14 14-0 3-7) referto | Vienna Vikings | Tivoli-Neu Stadion (4500 spett.) |

| Traun 6 aprile 2019, ore 17:00 3ª giornata | Traun Steelsharks | 14 – 63 (0-28 0-14 7-14 7-7) referto | Tirol Raiders | Trauner Stadion (1287 spett.) |

| Innsbruck 22 aprile 2019, ore 15:00 4ª giornata | Tirol Raiders | 34 – 14 (6-0 21-7 0-0 7-7) referto | Danube Dragons | Tivoli-Neu Stadion (1000 spett.) |

| Graz 4 maggio 2019, ore 16:00 5ª giornata | Graz Giants | 27 – 34 (8-0 7-13 6-14 6-7) referto | Tirol Raiders | Stadion Eggenberg |

| Innsbruck 18 maggio 2019, ore 18:00 6ª giornata | Tirol Raiders | 54 – 14 (13-7 10-0 21-0 10-7) referto | AFC Rangers Mödling | Tivoli-Neu Stadion (2500 spett.) |

| Innsbruck 26 maggio 2019, ore 15:00 7ª giornata | Tirol Raiders | 28 – 14 (0-0 14-7 7-7 7-0) referto | Prague Black Panthers | Tivoli-Neu Stadion (3500 spett.) |

| Vienna 1º giugno 2019, ore 16:00 8ª giornata | Vienna Vikings | 13 – 34 (0-13 13-0 0-7 0-14) referto | Tirol Raiders | Hohe Warte Stadion (2000 spett.) |

| Innsbruck 15 giugno 2019, ore 16:00 9ª giornata | Tirol Raiders | 37 – 30 (7-7 14-6 3-0 13-17) referto | Graz Giants | Tivoli-Neu Stadion (2000 spett.) |

| Mödling 22 giugno 2019, ore 16:00 10ª giornata | AFC Rangers Mödling | 20 – 31 (3-7 0-14 7-7 10-3) referto | Tirol Raiders | Stadion Mödling (300 spett.) |

#### Playoff
| Innsbruck 13 luglio 2019, ore 16:00 Semifinale | Tirol Raiders | 49 – 43 (7-3 14-14 14-14 14-12) referto | Danube Dragons | Tivoli-Neu Stadion (2100 spett.) |

| Sankt Pölten 27 luglio 2019, ore 19:00 Austrian Bowl | Tirol Raiders | 42 – 34 (0-7 21-21 14-0 7-6) referto | Vienna Vikings | NV Arena (5000 spett.) |

### Central European Football League

#### Stagione regolare
| Wattens 13 aprile 2019, ore 17:00 1ª giornata | Tirol Raiders | 41 – 7 (0-0 27-0 7-0 7-7) referto referto 2 | Black Panthers de Thonon | Gernot-Langes-Stadion (1800 spett.) |

| Milano 11 maggio 2019, ore 18:30 3ª giornata | Seamen Milano | 23 – 50 (7-16 8-7 0-27 8-0) referto | Tirol Raiders | Velodromo Maspes-Vigorelli |
| Zahradka Q1 ( TD ) pass from Lamamra di Tunisi Q1 ( pat ) } Mitchell Q2 ( TD ) 26yd pass from Zahradka di Tunisi Q2 ( tpc ) pass from Mitchell Bonaparte Q4 ( TD ) pass from Zahradka Mitchell Q4 ( tpc ) pass from Zahradka Marcatori Abfalter Q1 ( FG ) S. Platzgummer Q1 ( TD ) 53yd run Abfalter Q1 ( pat ) Abfalter Q1 ( TD ) 70yd pass from Shelton S. Platzgummer Q2 ( TD ) 47yd run Abfalter Q2 ( pat ) S. Platzgummer Q3 ( TD ) 23yd run Abfalter Q3 ( pat ) A. Platzgummer Q3 ( TD ) 9yd pass from Shelton Abfalter Q3 ( pat ) S. Platzgummer Q3 ( TD ) 37yd run A. Platzgummer Q3 ( TD ) 50yd pass from Shelton Abfalter Q3 ( pat ) |               | |               |                            |
| |               | |               |                            |
| Zahradka Q1 (TD) pass from Lamamra di Tunisi Q1 (pat) } Mitchell Q2 (TD) 26yd pass from Zahradka di Tunisi Q2 (tpc) pass from Mitchell Bonaparte Q4 (TD) pass from Zahradka Mitchell Q4 (tpc) pass from Zahradka | Marcatori     | Abfalter Q1 (FG) S. Platzgummer Q1 (TD) 53yd run Abfalter Q1 (pat) Abfalter Q1 (TD) 70yd pass from Shelton S. Platzgummer Q2 (TD) 47yd run Abfalter Q2 (pat) S. Platzgummer Q3 (TD) 23yd run Abfalter Q3 (pat) A. Platzgummer Q3 (TD) 9yd pass from Shelton Abfalter Q3 (pat) S. Platzgummer Q3 (TD) 37yd run A. Platzgummer Q3 (TD) 50yd pass from Shelton Abfalter Q3 (pat) |               |                            |

#### XIV CEFL Bowl
| Coira 8 giugno 2019, ore 18:00 CEFL Bowl | Tirol Raiders | 46 – 42 (10-7 0-7 7-14 29-14) referto referto 2 | Calanda Broncos | Sportplatz Ringstrasse |

### European Club Team Competition

#### ECTC Championship Game
| Innsbruck 29 giugno 2019, ore 19:00 Finale | Vienna Vikings | 10 – 35 (0-14 3-14 0-7 7-0) referto | Tirol Raiders | Tivoli-Neu Stadion (5000 spett.) |

### Statistiche di squadra
| Competizione             | %Vittorie | In casa | In casa | In casa | In casa | In casa | In casa | In trasferta | In trasferta | In trasferta | In trasferta | In trasferta | In trasferta | Totale | Totale | Totale | Totale | Totale | Totale |
| Competizione             | %Vittorie | G       | V       | N       | P       | Pf      | Ps      | G            | V            | N            | P            | Pf           | Ps           | G      | V      | N      | P      | Pf     | Ps     |
| ------------------------ | --------- | ------- | ------- | ------- | ------- | ------- | ------- | ------------ | ------------ | ------------ | ------------ | ------------ | ------------ | ------ | ------ | ------ | ------ | ------ | ------ |
| AFL - Stagione regolare  | 1.000     | 5       | 5       | 0       | 0       | 201     | 100     | 5            | 5            | 0            | 0            | 210          | 81           | 10     | 10     | 0      | 0      | 411    | 181    |
| AFL - Playoff            | 1.000     | 2       | 2       | 0       | 0       | 91      | 77      | 0            | 0            | 0            | 0            | 0            | 0            | 2      | 2      | 0      | 0      | 91     | 77     |
| CEFL - Stagione regolare | 1.000     | 1       | 1       | 0       | 0       | 41      | 7       | 1            | 1            | 0            | 0            | 50           | 23           | 2      | 2      | 0      | 0      | 91     | 30     |
| CEFL Bowl                | 1.000     | 0       | 0       | 0       | 0       | 0       | 0       | 1            | 1            | 0            | 0            | 46           | 42           | 1      | 1      | 0      | 0      | 46     | 42     |
| ECTC Championship Game   | 1.000     | 1       | 1       | 0       | 0       | 35      | 10      | 0            | 0            | 0            | 0            | 0            | 0            | 1      | 1      | 0      | 0      | 35     | 10     |
| Totale                   | 1.000     | 9       | 9       | 0       | 0       | 368     | 194     | 7            | 7            | 0            | 0            | 306          | 146          | 16     | 16     | 0      | 0      | 674    | 340    |

### Statistiche personali

#### Marcatori
| Giocatore      | Ruolo | TD rush | TD recv | TD int  | TD p.ret | TD k.ret | TD oth  | Xp1       | Xp2     | FG      | Saf     | Totale |
| -------------- | ----- | ------- | ------- | ------- | -------- | -------- | ------- | --------- | ------- | ------- | ------- | ------ |
| S. Platzgummer |       | 5+3+5   | 6+1+0   | 0+0+0   | 1+0+0    | 0+1+0    | 0+0+0   | 0+0+0     | 0+0+0   | 0+0+0   | 0+0+0   | 132    |
| Schwarz        |       | 0+0+0+0 | 0+0+0+0 | 2+0+0+0 | 0+0+0+0  | 0+0+0+0  | 0+0+0+0 | 41+13+9+5 | 0+0+0+0 | 5+0+0+0 | 0+0+0+0 | 95     |
| Bonatti        |       | 6+1+1+1 | 4+0+0+0 | 0+0+0+0 | 0+0+0+0  | 0+0+0+0  | 0+0+0+0 | 0+0+0+0   | 0+0+0+0 | 0+0+0+0 | 0+0+0+0 | 78     |
| Shelton        |       | 5+3+2+2 | 0+0+0+0 | 0+0+0+0 | 0+0+0+0  | 0+0+0+0  | 0+0+0+0 | 0+0+0+0   | 0+0+1+0 | 0+0+0+0 | 0+0+0+0 | 74     |
| Donahue        |       | 0+0     | 5+2+3   | 0+0+0   | 0+0+0    | 0+0+0    | 0+0+0   | 0+0+0     | 0+0+0   | 0+0+0   | 0+0+0   | 60     |
| Abfalter       |       | 0+0+0   | 3+2+2   | 0+0+0   | 0+0+0    | 0+0+0    | 0+0+0   | 4+0+6     | 0+0+0   | 0+0+2   | 0+0+0   | 58     |
| A. Platzgummer |       | 1+0+0+0 | 3+0+2+2 | 0+0+0+0 | 0+0+0+0  | 0+0+0+0  | 0+0+0+0 | 0+0+0+0   | 0+0+0+0 | 0+0+0+0 | 0+0+0+0 | 48     |
| Schneider      |       | 0+0+0   | 5+0+2   | 0+0+0   | 0+0+0    | 0+0+0    | 0+0+0   | 0+0+0     | 0+0+0   | 0+0+0   | 0+0+0   | 42     |
| Robinson       |       | 0+0+0   | 0+0+0   | 0+0+0   | 0+0+0    | 2+0+2    | 0+0+0   | 0+0+0     | 0+0+0   | 0+0+0   | 0+0+0   | 24     |
| Saurer         |       | 0       | 3       | 0       | 0        | 0        | 0       | 0         | 0       | 0       | 0       | 18     |
| Thöni          |       | 0       | 0       | 0       | 0        | 0        | 0       | 4         | 0       | 1       | 0       | 7      |
| Fink           |       | 0       | 1       | 0       | 0        | 0        | 0       | 0         | 0       | 0       | 0       | 6      |
| Margreiter     |       | 1       | 0       | 0       | 0        | 0        | 0       | 0         | 0       | 0       | 0       | 6      |
| Melcher        |       | 0       | 0       | 0       | 0        | 0        | 1       | 0         | 0       | 0       | 0       | 6      |
| Müller         |       | 0       | 0       | 0       | 0        | 0        | 1       | 0         | 0       | 0       | 0       | 6      |
| Nitzlnader     |       | 0       | 1       | 0       | 0        | 0        | 0       | 0         | 0       | 0       | 0       | 6      |
| Seeber         |       | 1       | 0       | 0       | 0        | 0        | 0       | 0         | 0       | 0       | 0       | 6      |
| Kugler         |       | 0       | 0       | 0       | 0        | 0        | 0       | 1         | 0       | 0       | 0       | 1      |

#### Passer rating
Mancano i dati degli incontri di CEFL contro Seamen e Broncos.
| Giocatore | G       | Att          | Comp         | Int     | Yds              | TD       | NFL    | NCAA   |
| --------- | ------- | ------------ | ------------ | ------- | ---------------- | -------- | ------ | ------ |
| Shelton   | 9+2+1+1 | 226+39+29+27 | 167+29+18+19 | 2+0+0+0 | 2093+426+239+318 | 29+5+5+2 | 139,49 | 193,98 |
| Seeber    | 3+0+1   | 14+0+1       | 13+0+1       | 0+0+0   | 112+0-1          | 0+0+0    | 97,50  | 155,49 |

## Seconda squadra

### Roster
| Roster dei Tirol Raiders JV (2019) |
| --- |
| Quarterback - 1 Ruben Seeber Running Back - 12 Christian Aschenbacher - 25 Lukas Haslwanter - 27 Maurice Sailer - 84 Manuel Hargita Wide Receiver - 2 Aaron Schernig - 8 Marco Rumetshofer - 13 Axel Mühlbacher - 15 David Pescosta - 36 Matthias Englbrecht - 80 Toni Rabensteiner - 81 Patrick Habtmann - 82 Maximilian Zanner - 87 Benjamin Eisold Offensive Linemen - 52 Kwasi Gyamfi - 60 Felix Schön - 61 Thomas Habernig - 63 Michael Brückl - 69 Stephan Mandlik - 70 Patric Stolz Defensive Linemen - 55 Florian Ungerank - 73 Nicklas Kasapoglu - 94 Elias Schernig - 99 Alexander Ebenbichler - 98 Michael Emberger Linebacker - 23 Christoph Seifert - 24 Moritz Mosel - 32 David Starlinger - 37 Mujib Kassim - 44 Andre Franz - 47 Dominik Müller - 50 Emanuel Schmid - 58 Patrick Spielmann Defensive Back - 4 Philipp Gaugg - 5 Duran Tugay - 16 Simon Schneider - 18 Simon Huber - 21 Vincent Salfner - 30 Julius Thöni - 40 Florian Rudiferia - 46 Niklas Eckerstorfer Special Team Coaching staff Sean Shelton (HC) · Dominik Bauer (OL) · Florian Hörhager (AOL) · Florian Grein (RB) · Christian Willi (WR) · Bene Brugnara (DL) · Alexander Achammer (DC) · Florian Hueter (LB) |

### AFL - Division I 2019

#### Stagione regolare
| Schwaz 23 marzo 2019, ore 12:00 1ª giornata | Tirol Raiders JV | 26 – 28 (8-0 6-14 6-14 6-0) referto | Carinthian Lions | Silberstadt Arena |

| Salisburgo 7 aprile 2019, ore 15:00 3ª giornata | Salzburg Bulls | 69 – 28 (20-0 21-21 0-7 28-0) referto | Tirol Raiders JV | Bulls Field (400 spett.) |

| Schwaz 20 aprile 2019, ore 15:00 4ª giornata | Tirol Raiders JV | 47 – 22 (13-0 26-8 8-14 0-0) referto | Cineplexx Blue Devils | Silberstadt Arena |

| Telfs 12 maggio 2019, ore 15:00 6ª giornata | Telfs Patriots | 54 – 22 (7-6 20-8 20-8 7-0) referto | Tirol Raiders JV | Sportzentrum Telfs |

| Klagenfurt am Wörthersee 18 maggio 2019, ore 15:00 7ª giornata | Carinthian Lions | 21 – 14 (0-7 7-0 7-0 7-7) referto | Tirol Raiders JV | Sportplatz Annabichl |

| Imst 2 giugno 2019, ore 15:00 8ª giornata | Tirol Raiders JV | 41 – 35 (7-0 14-7 12-7 8-21) referto | Salzburg Bulls | Velly Arena |

| Hohenems 23 giugno 2019, ore 15:00 11ª giornata | Cineplexx Blue Devils | 28 – 14 (6-0 15-6 0-8 7-0) referto | Tirol Raiders JV | Stadion Herrenried |

| Schwaz 30 giugno 2019, ore 15:00 12ª giornata | Tirol Raiders JV | 42 – 41 (14-14 14-14 0-0 14-13) referto | Telfs Patriots | Silberstadt Arena |

### Statistiche di squadra
| Competizione | %Vittorie | In casa | In casa | In casa | In casa | In casa | In casa | In trasferta | In trasferta | In trasferta | In trasferta | In trasferta | In trasferta | Totale | Totale | Totale | Totale | Totale | Totale |
| Competizione | %Vittorie | G       | V       | N       | P       | Pf      | Ps      | G            | V            | N            | P            | Pf           | Ps           | G      | V      | N      | P      | Pf     | Ps     |
| ------------ | --------- | ------- | ------- | ------- | ------- | ------- | ------- | ------------ | ------------ | ------------ | ------------ | ------------ | ------------ | ------ | ------ | ------ | ------ | ------ | ------ |
| Campionato   | .375      | 4       | 3       | 0       | 1       | 156     | 126     | 4            | 0            | 0            | 4            | 78           | 172          | 8      | 3      | 0      | 5      | 234    | 298    |
| Totale       | .375      | 4       | 3       | 0       | 1       | 156     | 126     | 4            | 0            | 0            | 4            | 78           | 172          | 8      | 3      | 0      | 5      | 234    | 298    |